# 吴光伟
吴光伟（1911年—1979年5月3日），原名吴宣晨，艺名吴莉莉或吴丽丽，中共领导人毛泽东的英文教师与翻译。

## 生平
生于河南省，2岁时随家庭迁居北京，其父曾担任北京盐务局局长。小学和中学就读于北平的教会学校，后进入国立北平师范大学外语系学习。大学毕业后赴美国留学，结识了埃德加·斯诺的夫人海伦·斯诺和艾格尼丝·史沫特莱等同情中国共产党的美国记者。1937年，吴光伟回国参加抗日戰爭，并与史沫特莱一起前往延安。在延安吴光伟担任史沫特莱的专职翻译，与毛泽东等多有接触。
史沫特莱在延安采访写作，促成白求恩的援华，而且还倡导组织了灭鼠运动、节育运动，以及声噪一时的交际舞潮流。但是，在延安广受男性領導欢迎的交际舞运动，却引起其妻子們的强烈反对，她们认为男男女女在一起跳舞有伤风化，会使自己的丈夫变坏。最终导致贺子珍冲进史沫特莱住处，与吴光伟发生肢体冲突。這次衝突的直接后果是导致毛泽东与贺子珍的感情危机并破裂，最后贺子珍出走，史沫特莱和吴光伟都被“礼送”出延安。衝突发生后不久，江青来到了延安，于1938年11月与毛泽东结婚。
离开延安后，吴光伟先在西安的国民政府军事委员会战时工作干部训练团第四团工作，她仍然希望能够加入共产党，中國共產黨也曾安排有关负责人士与她谈过话。但為顧及共產黨中央的關係和諧等原因，因此被謝絕加入。
几年后，她随丈夫到重庆，后去台湾。與張研田生兒子張小芒跟女兒張小菲。1979年5月3日因心臟病病逝於台大醫院。

## 軼事
吴光伟年輕時長相頗像似徐熙媛。

## 资料来源
1. ↑  . 中国青年网.   [2011-06-01]. （原始内容存档于2012-07-28）.
2. ↑  揭秘吴光伟事件：延安第一美女出走台湾之谜
3. ↑  Price, Ruth. . Oxford University Press. 2005年1月7日: 313–317. ISBN 9780195343861.
4. 1 2  張佩玲. . 中國時報. 2013-12-09  [2025-04-24] （中文（臺灣））.